# 나루세 세이이치
나루세 세이이치(成瀬正一, 1892년 4월 26일 ~ 1936년 4월 13일)는 일본의 작가이자 프랑스 낭만주의 연구자이다. 규슈 대학의 프랑스 문학 교수이기도 한 그는 로맹 롤랑과 교류한 첫 일본인으로, 고지로 마쓰카타와 협업하여 회화와 조각상을 수집한 도쿄 우에노 국립서양미술관의 마쓰카타 컬렉션으로도 알려져 있다.

## 어린 시절(1892년~1916년)

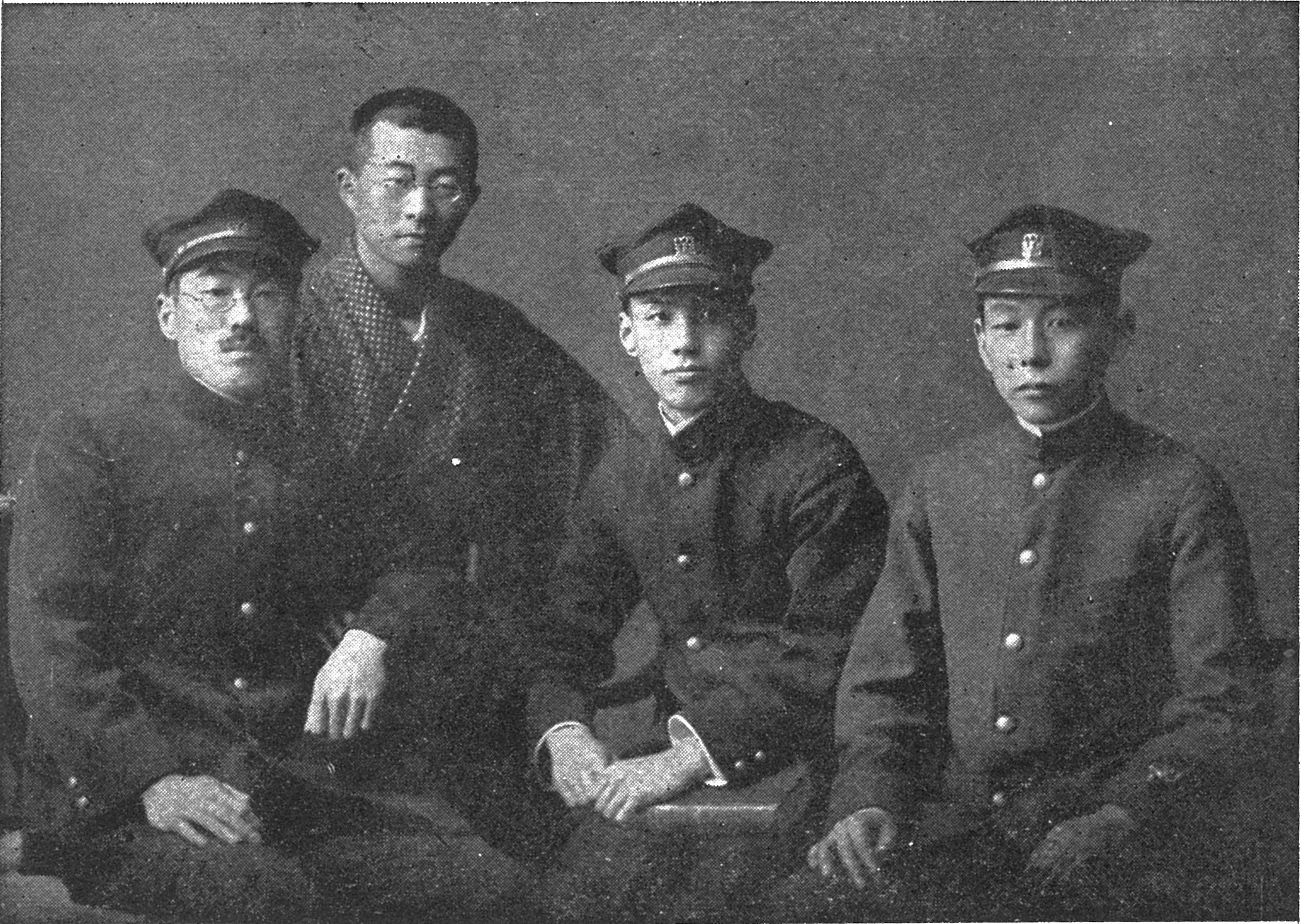
1916년(다이쇼 5년) 도쿄제국대학 졸업 무렵의 제4차 《신시초》(新思潮) 구성원. 오른쪽부터 왼쪽 순으로 나루세 세이이치, 아쿠타가와 류노스케, 마쓰오카 유즈루, 구메 마사오.

나루세 세이이치는 1892년 4월 26일 나루세 세이쿄(成瀬正恭)의 장남으로 태어났다. 아버지 나루세 세이쿄는 십오은행(주고긴코)의 은행장이자 다른 은행과 회사의 관리자였다. 세이이치는 유복한 환경에서 형제인 나루세 세이지, 외교관이 되는 나루세 슌스케, 자매들과 함께 성장하였다. 그는 아자부중학교와 제일고등학교를 졸업 후 제국대학(현 도쿄 대학)의 문학부에서 공부하였다. 대학 시절에는 급우인 아쿠타가와 류노스케, 구메 마사오, 기쿠치 간, 마쓰오카 유즈루와 함께 문학 잡지 《신시초》(新思潮; 새로운 사상이나 경향)를 출간하였다. 이들은 이 잡지를 통해 작가로 데뷔하였고, 이 중에서 아쿠타가와와 기쿠치는 훗날 일본에서 가장 중요한 소설가가 되었다. 나루세는 훌륭한 언어학자였다. 그는 고등학교와 대학에서 영어와 독일어를 배웠으며, 가정 교사인 야마타 하나(야마타 기쿠의 여동생)에게 프랑스어를 배웠다. 그는 열 권 분량의 《장 크리스토프》를 읽은 뒤 로맹 롤랑의 평화주의 사상에 매료되어 그를 찬미하게 되었고, 프랑스어 실력도 충분하여 롤랑과 편지로 교류하게 되었다. 나루세는 졸업 직전에 아쿠타가와 류노스케와 구메 마사오, 마쓰오카 유즈루와 협력하여 롤랑의 허락을 받아 그의 저서 《톨스토이의 삶》(영어판 중역) 일본어판을 출판하였다.

## 미국 및 유럽 방문(1916년~1918년)
1916년 졸업 직후 나루세는 뉴욕으로 이주하였다. 그는 롤랑과 만나고 싶었지만 제1차 세계 대전으로 인해 유럽에 갈 수 없었다. 컬럼비아 문리대학원에 등록하였지만 브로드웨이 극장에 가거나 메트로폴리탄 미술관, 브루클린 미술관, 미국 히스패닉 소사이어티 미술관에서 좋아하는 작품을 보러 다니는 데 많은 시간을 보냈다. 또한 《신시초》에 단편과 기록을 쓰는 데도 적극적이었다. 그는 언론인의 요청으로 지역 신문 《뉴욕 월드》에 〈뉴욕에서의 첫날밤〉이라는 글을 기고하였다. 그의 여행기 《플로리다행》(フロリダ行き)에는 미국의 저널리즘과 인종차별에 대해 언급하였는데, 이는 제1차 세계 대전이 발발하기 직전의 미국 남부에 대한 드문 기록이었다. 그의 친구 월도 프랭크는 나루세에게 일본에 대한 수필을 청탁하였고, 〈젊은 일본〉(Young Japan)이라는 영어로 된 글을 《더 세븐 아트》(The Seven Arts, 1917년 봄호, 616-26쪽)에 기고하였다. 이 글에는 메이지 유신 이후 서양 문화의 갑작스러운 홍수 속에서 궁지에 몰린 일본 지식인들의 희망과 절망이 생생하게 묘사되어 있다.
보스턴으로 이주한 나루세는 보스턴 대학에서 문학 과정을 수강하며 보스턴 미술관에서 우키요에를 설명하는 아르바이트를 하게 되었다. 그는 일본에서는 책에서만 볼 수 있던 거장들의 그림과 조각을 뉴욕과 보스턴에서 직접 보게 되면서 깊은 인상을 받게 되었다. 대학 시절 그는 종종 서점에서 《오브리 브어즐리가 수집한 그림》(Collected Drawings of Aubrey Beardsley)과 같은 외국 서적을 주문하였다. 뉴욕의 박물관에서 그는 밀레, 고야, 샤반, 램브란트, 로댕의 작품을 좋아하였다. 그는 일본의 친구들에게 자신의 흥미진진한 경험을 글로 써 자주 전하였다.
1918년 3월, 나루세는 적십자 봉사 활동을 위하여 독일의 유보트 공격을 받을 위험을 무릅쓰고 뉴욕에서 유럽으로 가는 배에 승선하였다. 파리에는 무사히 도착하였지만 독일의 포격이 심해지자 리옹으로 피신하였다. 7월 중순이 되어서야 프랑스 국경을 넘어 스위스로 들어갈 수 있었다. 제네바에 위치한 레만호의 작은 섬에서 나루세는 우연히 장자크 루소의 동상을 방문하였고, 루소의 철학은 훗날 나루세의 장기적인 연구 주제가 되었다. 나루세는 마침내 빌뇌브에서 로맹 롤랑과 만나게 되었고, 약 3주 동안 그곳에 머물며 매일 롤랑과 함께 동서양의 문학과 문화에 대해 논의하였다. 나루세는 당시 일본의 실태를 충실히 설명하였다. 그들은 미국과 일본 간의 태평양 전쟁 발발을 예상하였다. 롤랑은 나루세가 언급한 모든 말을 《전쟁 연간 기록》(Journal des Années de Guerre, 1916년 11월~1918년 11월, 파리, 알뱅 미셸 출판)에 기록하였기 때문에 오늘날에는 이 토론에 대해 속속들이 알 수 있다. 불행히도 이 기록이 출간된 해는 1952년으로, 그들이 빌뇌브에서 만난 지 34년 뒤이자 나루세가 죽은 지 12년 뒤였다. 스위스에서 귀국하던 도중 나루세는 잠시 파리에 머물게 되었고 운좋게 제1차 세계 대전 전승 축하연을 보게 되었다. 그는 이 행사에 대한 인상을 롤랑에게 글로 적어 보냈고, 일본의 신문 《지지신포》(時事新報)에도 기고하였다. 고향으로 돌아온 직후, 그는 소설을 쓰는 대신에 일생동안 프랑스 문학을 연구하기로 결심하였다.

## 파리에서의 생활(1921년~1925년)
1919년 2월, 나루세는 가와사키 조선소의 설립자 가와사키 쇼조의 손녀이자 조선소의 부사장 가와사키 요시타로의 딸인 가와사키 후쿠코와 결혼하였다. 1921년 세이이치는 후쿠코와 함께 파리로 이주하여 소르본(파리 대학교)에서 문학 연구 작업을 하며 정착하였고, 문학 살롱의 회원으로 활동하며 개인 교사로도 일하였다.

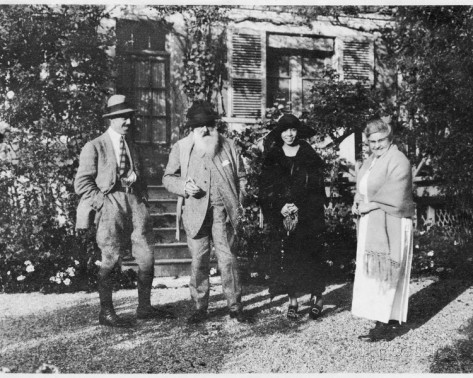
1921년 지베르니에서 나루세 세이이치가 찍은 사진. 왼쪽에서 오른쪽 순으로 미셸 모네, 클로드 모네, 나루세 후쿠코, 블랑슈 오슈데 모네.

그는 파리에 머문 4년의 초기에 마쓰카타 고지로(가와사키 조선소 사장)를 도와 마쓰카타 컬렉션을 위한 예술 작품을 수집하였다. 나루세와 마쓰카타는 뒤랑루엘, 베르냉죈과 같은 미술상과 전시장을 찾아 돌아다녔고, 종종 야시로 유키오와 함께 하기도 하였다. 나루세는 마쓰카타에게 특히 귀스타브 모로와 귀스타브 쿠르베의 작품을 추천하였다. 1921년 그는 후쿠코, 마쓰카타 고지로, 야시로 유키오, 사카자키 시즈카(예술역사가), 쿠로키 산지, 쿠로키 다케코(마쓰카타의 조카)와 함께 지베르니의 클로드 모네를 여러 번 방문하였다. 나루세와 후쿠코는 미셸 모네, 블랑슈 오슈데 모네와도 친교를 나누었다. 1923년, 부부는 백내장 수술을 받은 클로드 모네를 만나기 위해 조르주 클레망소와 함께 뇌이쉬르센 병원을 방문하였다. 나루세는 마쓰카타와 함께 로댕 미술관에서 레옹스 베네디트를 만났다. 나루세는 베네디트에게서 오귀스트 로댕의 빅토르 위고 흉상(원본 석고상)을 구입하였다.
나루세의 문학 연구는 주로 장자크 루소, 샤토브리앙, 빅토르 위고, 고티에, 플로베르, 몽테스키외와 같은 18세기와 19세기의 프랑스 낭만주의자에 대한 것이었다. 반면에 로맹 롤랑에 대한 관심은 멀어졌는데, 아마도 롤랑이 소련 공산당에 열중한 탓으로 여겨진다. 나루세의 낭만주의 연구는 문학 작품과 연극 예술뿐만 아니라 작가의 개인사와 사회적 추세, 당시의 생활 환경도 다루었다.
1925년 그는 일본 7대 국립 대학 중 하나인 규슈 대학에 교수 자리를 추천 받아 일본으로 돌아가기로 결심하였다.

## 규슈 대학에서 강의(1925년~1936년)
법문학부 프랑스 문학과 교수가 된 나루세는 프랑스 문학과 낭만주의의 역사를 가르쳤다. 그의 강의는 준비가 잘되어 있었다. 각 소설과 시, 연극을 가르칠 때 작가의 개성을 조명하고, 사회적 맥락을 고려해 원문의 예를 들었다. 또한, 코메디 프랑세즈에 주로 공연된 코미디를 다루기 위해 강의의 일부를 할애하였다. 그의 성공적인 강의는 그가 수년간 모은 방대한 양의 연구 자료를 정리하여 깔끔하게 쓴 수십 권의 노트로 뒷받침되었다. 그는 종종 프랑스 작가들을 다른 나라의 작가들과 비교하면서 비교 문학이라는 새로운 장르 계획을 설정하기도 하였다.

## 세 번째 파리 방문(1935년)
1935년에 나루세는 칼(Kaln) 재단에 연구비를 지원받았고, 프랑스 낭만주의에 대한 바이런 경의 영향을 주제로 8개월 동안 파리에서 연구를 진행하였다. 그는 일부 공식 행사에도 적극적으로 참여하였다. 5월에는 소르본의 대강당에서 객원 연사로 초청을 받았다. 그는 〈몽테뉴와 극동의 지혜〉라는 주제로 강연을 하였는데, 몽테뉴의 이타적인 정신 상태를 《쓰레즈레구사》라는 수필로 유명한 겐코 요시다의 그것과 비교하였다. 같은 강당에서 그는 빅토르 위고의 사망 50주기를 기념하는 행사에 일본 대표로 참가하였다. 어린 시절만큼 강하지는 않았던 로맹 롤랑과의 오랜 우정은 나루세가 후쿠코에게 보낸 편지에 잘 드러나 있는데, 편지에서 그는 롤랑의 새 아내를 위한 일본산 기념품에 대해 고민하였다.
1935년 말 일본으로 돌아간 후 나루세의 건강은 악화되었다. 1936년 4월 13일, 그는 43세의 나이에 갑작스러운 뇌출혈로 사망하였다. 아내 후쿠코와 세 명의 자녀가 그와 사별하게 되었다. 그의 프랑스 및 비교 문학 연구자로서의 후계자는 제자 중 한 명인 오쓰카 유키오(大塚幸男)로, 이후 후쿠오카 대학의 교수가 되었다.

## 문학 작품
- 〈롤랑씨의 편지〉(ロオラン氏の手紙), 《신시초》, 1916년 6월
- 《톨스토이의 삶》(Life of Tolstoy, 영어판 중역), 로맹 롤랑, 신초샤, 1916년 3월
- 〈항해〉(航海), 《신시초》, 1916년 11월
- 〈뉴욕에서 - 미국의 문학, 극장, 미술관〉(紐育より - アメリカの文壇、劇場、美術館), 《신시초》, 1916년 11월
- 〈창작에 있어서의 개인성과 문예 비평〉(創作における個人性と文芸批評), 《신시초》, 1917년 3월
- 〈플로리다행〉(フロリダ行き), 《데이코쿠분가쿠》(帝国文学), 1917년 11월
- 〈젊은 일본〉(Young Japan), 《더 세븐 아트》(616–26쪽), 1917년 4월
- 〈캐나다 여행〉(カナダの旅行), 《데이코쿠분가쿠》, 1918년 2월
- 〈롤랑과의 3주간〉(ロオランとの三週間), 《지지신포》, 1919년 1월
- 〈스위스 여행〉(瑞西の旅), 《주오코론》, 1919년 4월
- 〈상아 시마다〉(象牙島田), 《유벤》, 1917년 5월
- 〈로맹 롤랑 방문기〉(ロマン・ロオラン訪問記), 《닌겐》, 1920년 2월
- 〈18세기에 걸친 문예 살롱〉(十八世紀に於ける文芸サロン), 《문학 연구》, 규슈 대학, 1932년
- 〈몽테뉴와 극동의 지혜〉(Montaigne et la Sagesse d' Extrême-Orient), Université de Paris, Institut d'Etudes japonaises, Travaux et Conférences, Fascicule II, 1935
- 《불란서문학연구 제1호》(仏蘭西文学研究 第一号), 나루세 세이이치 기념 위원회 편집, 하쿠수이샤, 1938년
- 《불란서문학연구 제2호》(仏蘭西文学研究 第二号), 나루세 세이이치 기념 위원회 편집, 하쿠수이샤, 1939년